# Список общеобразовательных учреждений Липецка
В настоящем списке приведены все общеобразовательные учреждения Липецка по классификации городского Департамента образования. По состоянию на сентябрь 2019 год в городе насчитывалось 68 общеобразовательных учреждений, в том числе 6 гимназий, 3 лицея, 52 средние, две основных (восьмилетних), одна кадетская, две специальные коррекционные и две сменные школы.

## Классификация
- Гимназии
- Лицеи
- Школы
  - Средние общеобразовательные школы (СОШ)
  - Основные общеобразовательные школы (ООШ)
  - Кадетская школа
  - Специальные коррекционные общеобразовательные школы (СКОШ)
  - Открытая сменная общеобразовательная школа (ОСОШ)
  - Вечерняя сменная общеобразовательная школа (ВСОШ)

## Гимназии и лицеи
- Гимназия № 1 — ул. 8 Марта, 22/4. Образована в 1871 году в качестве женской гимназии. Располагалась по адресу: Канавная улица, 2. В 1918 преобразована в школу № 1. В 1925—1931 — 9-летняя школа с педагогическим уклоном, в 1931—1934 — фабрично-заводская средняя школа, в 1934—1944 — 9-летняя школа, в 1944—1954 — женская, в 1954—1997 — средняя школа № 1. В 1997 получила статус гимназии. В 1973 перенесена в новое здание по нынешнему адресу в 13-м микрорайоне.
- Лицей № 3 им. К.А. Москаленко — ул. Ушинского, 14. Школа образована в 1917 году при заводе «Свободный Сокол». В 1935 переехала в новое здание на улице Верхняя колония (ныне — площадь Константиновой). С 1953 — располагается в нынешнем здании (в прежнем — школа № 28). В 2013 средняя школа получила статус лицея.
- Гимназия № 12 «Гармония»— ул. Гагарина, 24. Образована в 1918 году в качестве начальной школы № 2. Располагалась на Ленинской улице. В 1935 получила № 12. В 1950 году школа переведена в новое здание по улице Ленина, 9. С 1955 — средняя школа. В 1955—1960 располагалась на улице Тельмана. С 1960 адрес школы: ул. Тельмана (с 1961 — Гагарина), 12. В 1979 на месте старого здания построено нынешнее. В 1993 средняя школа получила статус гимназии.
- Гимназия № 19 им. Н.З. Поповичевой — ул. Семашко, 68. Образована в 1939 году. Располагалась в доме № 6 по улице Зегеля (совместно со школой № 5). В 1942 переведена в нынешнее здание после открытия в прежнем эвакуационного госпиталя. В 1944—1954 — женская школа, с 1954 — средняя. Нынешнее здание школы неоднократно подвергалось реконструкции. В 1994 средняя школа получила статус гимназии.
- Лицей № 44 — ул. Плеханова, 44. Средняя школа образована в 1966 году. В 1987 получила статус политехнической школы, в 1990 — лицея.
- Гимназия № 64 им. В.А. Котельникова — ул. Мичурина, 30. Средняя школа образована в 1987 году в 16-м микрорайоне. В 1991 получила статус гимназии.
- Экологический лицей № 66 — ул. Меркулова, 11а. Средняя школа образована в 1988 году в 20-м микрорайоне. В 2001 ей присвоен статус лицея.
- Гимназия № 69 им. С.А. Есенина — бульвар Есенина, 7а. Средняя школа образована в 1990 году в 22-м микрорайоне. В 2010 получила статус гимназии.
- Православная гимназия — Прокатная ул., 10. Образована в 2004 году. Располагалась по адресу: ул. Ильича, 48. В 2011 переехала в нынешнее здание, в котором ранее находилась средняя школа № 29.

## Средние общеобразовательные школы (СОШ)
- СОШ № 2 — Первомайская ул., 58. Образована в 1933 году. Располагалась на Соляной улице. В 1935 получила № 2 (до этого 2-й номер был у нынешней гимназии № 12). В 1939 переехала во вновь построенное здание на Первомайской улице. В 1944—1954 — мужская школа.
- СОШ № 4 — Парковая ул., 5. Образована в 1931 году при Новолипецком металлургическом заводе. Располагалась в бараке близ завода. В 1935 переехала в здание учебного комбината (ныне — ул. 9 Мая, 24). С 1939 располагается в нынешнем здании. В доме 178 по улице Космодемьянской расположен филиал школы (в прошлом — средняя школа № 26).
- СОШ № 5 — ул. Семашко, 5. Образована в 1918 году на базе церковно-приходской школы как начальная. Располагалась на Базарной улице (ныне — Первомайская), затем в 1933—1935 — на Соляной, а в 1935—1970 — в доме 6 по улице Зегеля. В 1944—1954 — мужская школа. С 1970 находится в нынешнем здании.
- СОШ № 6 им. В.Н. Шавкова — Детская ул., 2в. Образована в 1931 году в качестве начальной школы. Располагалась в здании бывшей горнопромышленной школы в посёлке ЛЖР (ныне — Сырский). С 1935 — 7-летняя. С 1953 располагалась по адресу: Детская ул., 2. С 1975 — в нынешнем здании.
- СОШ № 7 — проспект Мира, 7. Образована в 1935 году при Новолипецком металлургическом заводе. С 1958 располагается в нынешнем здании.
- СОШ № 8 — Елецкая ул., 63. Образована в 1936 году.
- СОШ № 9 им. М.В. Водопьянова — Студёновская ул., 4а. Образована в 1961 году.
- СШ № 10 — Краснозаводская ул., 8. Образована в 1938 году при строящемся тракторном заводе. В 1941—1942 в здании школы располагался эвакогоспиталь.
- СОШ № 11 — Силикатная ул., 19. Образована в 1954 году в посёлке силикатного завода.
- СОШ № 14 — Боевой проезд, 24а. Образована в 1919 году путём выделения из школы № 1, с которой до 1933 располагалась в одном здании (Канавная ул., 2). В 1933—1935 — в здании на углу Первомайской улицы и Коммунальной площади. В 1935 № 14 присвоен вновь образованной начальной школе в посёлке «Овощесовхоз» (ныне район Опытной станции). С 1966 — 8-летняя школа, с 1976 — средняя. С 1978 располагается в нынешнем здании.
- СОШ № 15 — Торговая площадь, 14. Образована в начале 1930-х годов. С 1959 располагается в нынешнем здании.
- СОШ № 17 — проспект Победы, 96. Образована в 1933 году в качестве начальной школы. Располагалась на улице Ворошилова (ныне — Депутатская). С 1938 — 7-летняя, с 1943 — средняя школа. С 1961 — в нынешнем здании.
- СОШ № 18 — ул. Кривенкова, 25. Образована в 2013 году в 28-м микрорайоне. До 2011 средняя школа под № 18 находилась в посёлке 10-й шахты по адресу: ул. Одоевского, 3 (сейчас в этом здании филиал средней школы № 48).
- СОШ № 20 — Учебный пер., 1. Образована в 2006 году в 26-м микрорайоне. Ранее школа под № 20 находилась в посёлке 8-й шахты. В 1973 году этот номер был присвоен Коровинской средней школе после вхождения села Коровино в состав Липецка (позже школа была начальной, а в начале 2000-х закрыта).
- СОШ № 21 — 15-й микрорайон, 5/2. Образована в 1976 году в 15-м микрорайоне. Ранее (с 1936) школа под № 21 находилась в посёлке 6-й шахты близ села Кулешовки.
- СОШ № 23 им. С.В. Добрина — ул. Ударников, 21. Образована в 1934 году в качестве начальной в посёлке ЛЖР (ныне — Сырский). С 1960 — 8-летняя, с 1976 — средняя школа. С 2007 — в нынешнем здании.
- СОШ № 24 им. М.Б. Раковского — ул. Гагарина, 84. Образована в 1953 году как 7-летняя школа. С 1961 — средняя. Ранее имела статус лицея.
- СОШ № 25 — ул. Ильича, 31. Образована в конце 1930-х в качестве начальной школы в посёлке ЛТЗ. Первоначально располагалась по адресу: ул. О.Кошевого, 46. С 1951 — 7-летняя, с 1966 — средняя школа. С 1961 — в нынешнем здании.
- Школа информационных технологий № 26 — ул. Стаханова, 75. Образована в 2019 году в 31-м микрорайоне. Ранее школа с этим номером располагалась в посёлке ЛТЗ, а затем по улице Космодемьянской, 178
- Инженерно-технологическая школа № 27 — ул. Лутова, 15. Образована в 2020 году. Ранее школа с этим номером располагалась по ул. Шкатова.
- СОШ № 28 им. А. Смыслова — площадь Константиновой, 2. Образована в 1951 году на Соколе. С 1953 — располагается в нынешнем здании (ранее в нём находилась школа № 3).
- СОШ № 29 «Университетская» — Политехническая ул., 9а. Образована в 2010 году в Университетском микрорайоне. Ранее средняя школа под № 29 находилась по адресу: Прокатная ул., 10 (сейчас в этом здании православная гимназия).
- СОШ № 30 им. О.А. Пешкова — ул. Коцаря, 1. Образована в 2017 в 29-м микрорайоне. Ранее школа под этим номером открыта в 1953 году в Новолипецке. В 1960—1972 находилась по адресу: ул. 9 Мая, 18 (сейчас в этом здании медицинский колледж), 1972—2015 — по адресу: ул. Вермишева, 16 (10-й микрорайон).
- СОШ № 31 им. В.Я. Клименкова — Волгоградская ул., 4. Образована в 1954 году в посёлке ЛТЗ.
- СОШ № 33 им. П.Н. Шубина — бульвар Шубина, 15. Образована в 1993 году в 24-м микрорайоне. Ранее средняя школа под № 33 находилась по адресу: ул. О.Кошевого, 44.
- СОШ № 34 «Global» — Минская ул., 7в. Образована в 2021 году в 32-м микрорайоне (ЖК «Европейский»). Ранее (до 2014 года) этот номер носила школа в селе Жёлтые Пески, по адресу ул. Космонавтов, 1. В 1894 в селе Жёлтые Пески было открыто одноклассное церковно-приходское училище. В 1927 училище преобразовано в начальную, позже — в среднюю школу. С 1972 располагается в нынешнем здании. В 1993 ей присвоен нынешний номер после закрытия школы № 34 на 4-м участке ЛТЗ (находилась по адресу: ул. Герцена, 18). Закрыта в 2014 году. Планировалось открытие на её базе начальной школы.
- СОШ № 35 — Ракитная ул., 2. В 1990 году Ссёлковской общеобразовательной школе присвоен нынешний номер после закрытия школы № 35, располагавшейся по адресу: ул. Невского, 12.
- СОШ № 36 — ул. Гагарина, 73а. Образована в 1962 году в 1-м микрорайоне.
- СОШ № 37 — ул. Писарева, 37. Образована в 1946 году в качестве начальной школы на территории военной базы. В 1967 переехала во вновь построенное нынешнее здание в Дачном и получила статус средней школы № 37.
- СОШ № 38 — проспект Мира, 10. Образована в 1963 году в Новолипецке.
- СОШ № 40 — ул. Гагарина, 73а. Образована в 1962 году во 2-м микрорайоне.
- СОШ № 41 им. М.Ю. Лермонтова — ул. Арсеньева, 38а. Образована в 1965 году в Сокольском.
- СОШ № 42 — ул. Стаханова, 15. Образована в 1986 году в 23-м микрорайоне. Ранее школа под эти номером находилась в Заречье (до 1965 — сельская, затем получила статус городской).
- СОШ № 45 — ул. Папина, 4. Образована в 1967 году.
- СОШ № 46 — ул. Титова, 8. Образована в 1967 году. С 1968 — в нынешнем здании в 3-м микрорайоне.
- СОШ № 47 — ул. Космонавтов, 11б. Образована в 1967 году. Первоначально базировалась в здании средней школы № 36. С 1970 — в нынешнем здании в 4-м микрорайоне.
- СОШ № 48 — ул. Космонавтов, 82/4. Образована в 1968 году. Первоначально базировалась в здании средней школы № 46. С 1969 — в нынешнем здании в 8-м микрорайоне. В 2011 к ней в качестве филиала присоединена школа № 18 (ул. Одоевского, 3)
- СОШ № 49 — Звёздная ул., 12. Образована в 1969 году. Первоначально базировалась в здании средней школы № 48. С 1970 — в нынешнем здании в 11-м микрорайоне.
- СОШ № 50 — Звёздная ул., 6. Образована в 1972 году в 12-м микрорайоне.
- СОШ № 51 — 9-й микрорайон, 42а. Образована в 1973 году в 9-м микрорайоне. В 2011 к ней присоединена находившаяся рядом средняя школа № 60 (ныне в ней филиал начальных классов).
- СОШ № 52 — ул. Циолковского, 31. Образована в 1973 году. Первоначально базировалась в здании средней школы № 47. С 1977 — в нынешнем здании в 7-м микрорайоне.
- СОШ № 54 — Моршанская ул., 22. Образована в 1975 году в Матырском. В 2011 к ней присоединена находившаяся рядом начальная школа № 39.
- СОШ № 55 «Лингвист» — ул. Космонавтов, 16а. Образована в 1976 году в 1-м микрорайоне.
- СОШ № 59 «Перспектива» —  проезд Кувшинова, 5.  Образована в 1997 году в 19-м микрорайоне при реорганизации детского сада. С 2005 по 2014 — начальное образовательное учреждение, с 2014 — средняя школа.
- СОШ № 60 — ул. Осканова, 4. Образована в 2018 году в Елецком микрорайоне. В прошлом средняя школа под им номером находилась в 9-м микрорайоне
- СОШ № 61 им. М.И. Неделина — ул. Мичурина, 22. Образована в 1982 году в 16-м микрорайоне.
- СОШ № 62 — ул. Р. Ибаррури, 1. Образована в 1983 году в посёлке ЛТЗ.
- СОШ № 63 — Сиреневый проезд, 9. Образована в 1985 году в 20-м микрорайоне.
- СОШ № 65 — проезд Кувшинова, 3. Образована в 1988 году в 19-м микрорайоне.
- СОШ № 68 — ул. Стаханова, 17. Образована в 1989 году в 23-м микрорайоне.
- СОШ № 70 — проспект Победы, 130. Образована в 1991 году в 21-м микрорайоне. В 2012 к ней присоединена находившаяся рядом школа № 71 (ныне в ней филиал начальных классов; средняя школа образована в 1993 году, с 2011 — начальная).
- СОШ № 72 — ул. Юных Натуралистов, 12а. Образована в 1997 году.
- СОШ № 77 — ул. Хорошавина, 14. Образована в 2001 году в 27-м микрорайоне.
- СОШ «Интеграл» (негосударственная) — Торговая площадь, 14а. Образована в 1992 году. Обучение в 9—11 классах.

## Кадетская школа
- Кадетская школа им. А. Коврижных — ул. Космонавтов, 36/3. Образована в 1965 году как средняя школа. Первоначально базировалась в здании средней школы № 40. С 1966 — в нынешнем здании во 2-м микрорайоне. В 2009 получила статус кадетской школы. До 2016 носила № 43.

## Основные общеобразовательные школы (ООШ)
- ООШ № 22 — ул. Северный Рудник, 27. Образована в 1955 году в посёлке Северный Рудник в качестве филиала средней школы № 18 (начальные классы). С 1956 — 8-летняя (основная общеобразовательная) школа № 22.
- ООШ «Диалог» (негосударственная) — ул. Циолковского, 6/2. Обучение в 1—9 классах

## Специальные (коррекционные) общеобразовательные школы (СКОШ)
- СКОШ № 16 — ул. Циолковского, 34/4. В 1888 в слободе Дикая Поляна (Дикое) образована земская школа на базе Дикинского приходского училища. В 1918 преобразована в Дикинскую единую трудовую школу. С 1933 (после вхождения Дикого в состав Липецка) — липецкая неполная средняя школа № 7. С 1941 — начальная школа № 16, с 1951 — 7-летняя, с 1958 — средняя, с 1962 — 8-летняя школа. Располагалась на Школьной улице (дом № 6), затем по адресу: Комсомольская ул., 22. С 1999 — специальная коррекционная. В 2008 переехала в здание бывшей средней школы № 53 (функционировала в 1975—2008).
- СКОШ № 32 — Октябрьская ул., 88а. Образована в 1955 году на базе школы глухонемых в качестве 7-летней вспомогательной школы № 13. Располагалась по адресу: Советская ул., 40. С 1967 — в нынешнем здании. В 1990 переименована в Специальную вспомогательную девятилетнюю школу. С 2011 — современное название. Ранее школы под № 32 были в Сокольском (ул. Кочеткова, 62), затем (с 1980 года) в 19-м микрорайоне.

## Сменные общеобразовательные школы
- Открытая (сменная) общеобразовательная школа № 2 — Коммунистическая ул., 17. Образована в 1998 году при реорганизации вечерней (сменной) школы № 2 и Октябрьского учебно-производственного комбината (УПК). С 1962 до 2-й половины 1980-х годов в этом здании находилась средняя школа № 39 (упразднена).
- Вечерняя (сменная) общеобразовательная школа № 3 — ул. Дзержинского, 27.